# 邁加洛波利斯的腓力
腓力，前三世紀人物，是邁加洛波利斯的亞歷山大之子。
他的父親亞歷山大謊稱是亞歷山大大帝的子孫，使得腓力利用這個藉口來開拓自己的野心。當他的妹妹阿帕瑪嫁給阿塔馬尼亞國王阿密南德之時，腓力進入阿密南德宮廷並獲得了阿密南德的信任，還對國王有很大的影響力。阿密南德派他為扎金索斯的督撫，在管理事務上給他很大的決斷空間。
前192年，塞琉古國王安條克三世進軍希臘，安條克三世意圖扶持腓力登上馬其頓王位，藉此讓自己掌控整個馬其頓，加上與腓力親善也可以緊密阿密南德的關係。當安條克三世來到庫諾斯克法萊戰役後的戰場，看到許多希臘和馬其頓士兵遺體尚未埋葬，他選擇腓力來主持這場戰葬禮，藉此獲得馬其頓人的人心。之後，安條克三世派腓力駐軍Pellinaeum，但腓力很快的在羅馬軍攻擊下投降，當他被俘虜時馬其頓國王腓力五世偶然情況下看到腓力，腓力五世以戲謔的口氣並以皇室的稱號稱呼腓力。最後腓力以俘擄身分押到羅馬。

## 來源
- 威廉·史密斯，《希腊羅馬的神話和傳記辭典》